# Маноло Портанова
Маноло Портанова (італ. Manolo Portanova, нар. 2 червня 2000, Неаполь) — італійський футболіст, півзахисник клубу «Дженоа». На правах оренди грає за «Реджяну».
Виступав за молодіжну збірну Італію.

## Клубна кар'єра
Народився 2 червня 2000 року в Неаполі. Вихованець юнацьких команд футбольних клубів «Лаціо» та «Ювентус».
У дорослому футболі дебютував у березні 2019 року виступами за команду «Ювентус U23» у третьому італійському дивізіоні. Того ж сезону дебютував й у складі головної команди «Ювентуса», проте наступний сезон 2020/21 відіграв все ж за команду дублерів.
29 січня 2021 року уклав контракт на 3,5 роки із «Дженоа», якому трансфер молодого півзахисника обійшовся у 10 мільйонів євро.
18 липня 2023 року перейшов на правах оренди до друголігової «Реджяни».

## Виступи за збірні
2017 року дебютував у складі юнацької збірної Італії (U-17), загалом на юнацькому рівні взяв участь у 44 іграх, відзначившись 10 забитими голами.
2020 року провів свою першу гру за молодіжну збірну Італії. Загалом протягом трьох років взяв участь у трьох іграх «молодіжки».

## Статистика виступів

### Статистика клубних виступів
Станом на 3 вересня 2023
| Сезон                   | Команда                 | Чемпіонат               | Чемпіонат | Чемпіонат | Національний кубок | Національний кубок | Національний кубок | Континентальні кубки | Континентальні кубки | Континентальні кубки | Інші змагання | Інші змагання | Інші змагання | Усього | Усього |
| Сезон                   | Команда                 | Ліга                    | Ігор      | Голів     | Ліга               | Ігор               | Голів              | Ліга                 | Ігор                 | Голів                | Ліга          | Ігор          | Голів         | Ігор   | Голів  |
| ----------------------- | ----------------------- | ----------------------- | --------- | --------- | ------------------ | ------------------ | ------------------ | -------------------- | -------------------- | -------------------- | ------------- | ------------- | ------------- | ------ | ------ |
| 2018–19                 | «Ювентус U23»           | C                       | 3         | 0         | КІ-C               | 0                  | 0                  | -                    | -                    | -                    | -             | -             | -             | 3      | 0      |
| 2018–19                 | «Ювентус»               | A                       | 1         | 0         | КІ                 | 0                  | 0                  | ЛЧ                   | 0                    | 0                    | СІ            | 0             | 0             | 1      | 0      |
| 2019–20                 | «Ювентус U23»           | C                       | 21+2      | 0         | КІ-C               | 4                  | 0                  | -                    | -                    | -                    | -             | -             | -             | 27     | 0      |
| Усього за «Ювентус U23» | Усього за «Ювентус U23» | Усього за «Ювентус U23» | 26        | 0         | -                  | 4                  | 0                  | -                    | -                    | -                    | -             | -             | -             | 30     | 0      |
| 2020-січ. 2021          | «Ювентус»               | A                       | 2         | 0         | КІ                 | 1                  | 0                  | ЛЧ                   | 0                    | 0                    | СІ            | 0             | 0             | 3      | 0      |
| Усього за «Ювентус»     | Усього за «Ювентус»     | Усього за «Ювентус»     | 3         | 0         | -                  | 1                  | 0                  | -                    | 0                    | 0                    | -             | 0             | 0             | 4      | 0      |
| січ.-черв. 2021         | «Дженоа»                | A                       | 3         | 0         | КІ                 | -                  | -                  | -                    | -                    | -                    | -             | -             | -             | 3      | 0      |
| 2021–22                 | «Дженоа»                | A                       | 24        | 1         | КІ                 | 2                  | 0                  | -                    | -                    | -                    | -             | -             | -             | 26     | 1      |
| 2022–23                 | «Дженоа»                | B                       | 12        | 1         | КІ                 | 2                  | 0                  | -                    | -                    | -                    | -             | -             | -             | 14     | 1      |
| Усього за Genoa         | Усього за Genoa         | Усього за Genoa         | 39        | 2         | -                  | 4                  | 0                  | -                    | -                    | -                    | -             | -             | -             | 43     | 2      |
| 2023–24                 | «Реджяна»               | B                       | 4         | 0         | КІ                 | 2                  | 2                  | -                    | -                    | -                    | -             | -             | -             | 6      | 2      |
| Усього за кар'єру       | Усього за кар'єру       | Усього за кар'єру       | 70+2      | 2         | -                  | 11                 | 2                  | -                    | 0                    | 0                    | -             | 0             | 0             | 83     | 4      |